# Nasi Padang

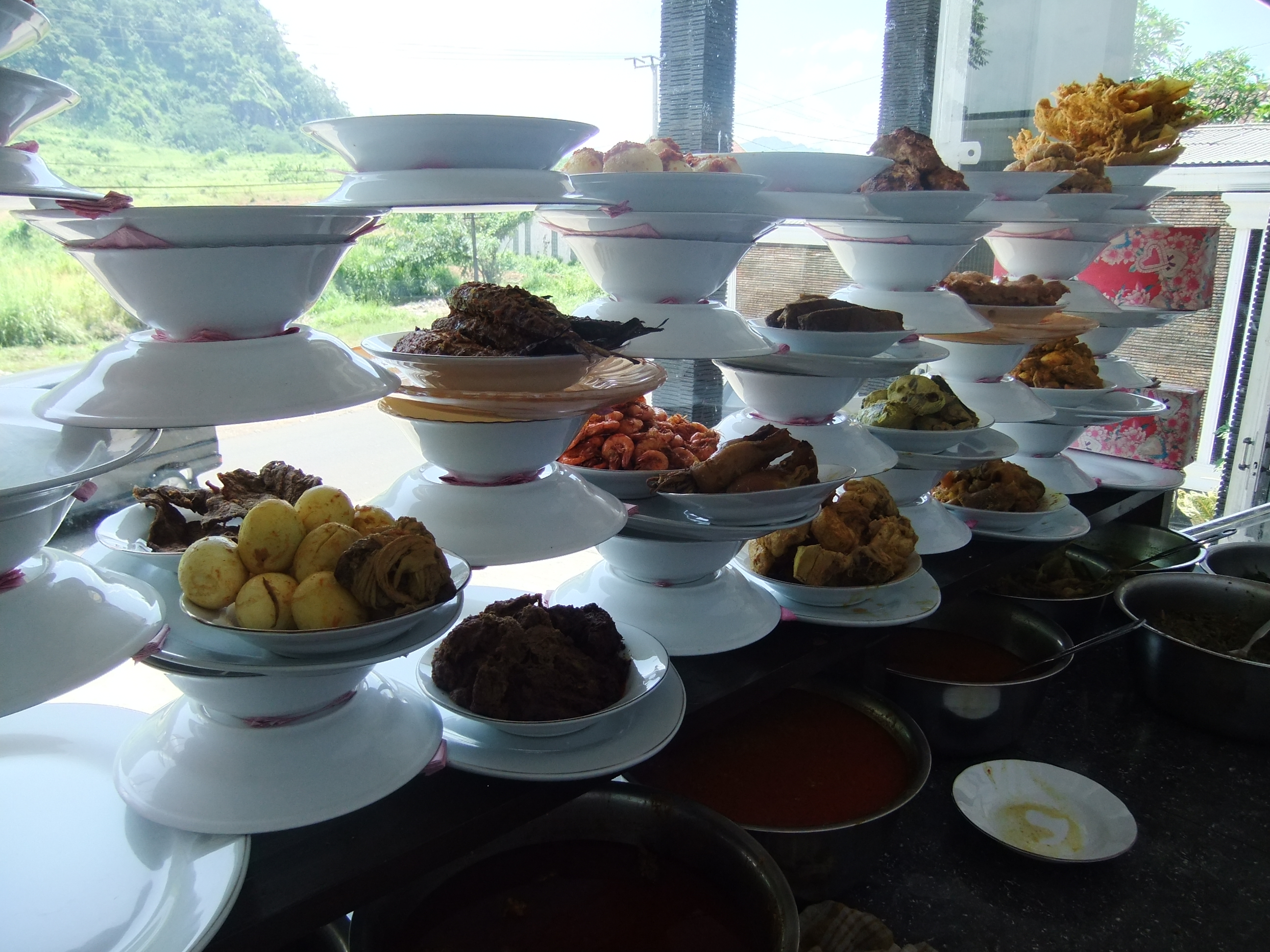
Gamme de plats du nasi Padang en vitrine d'un restaurant padangais.

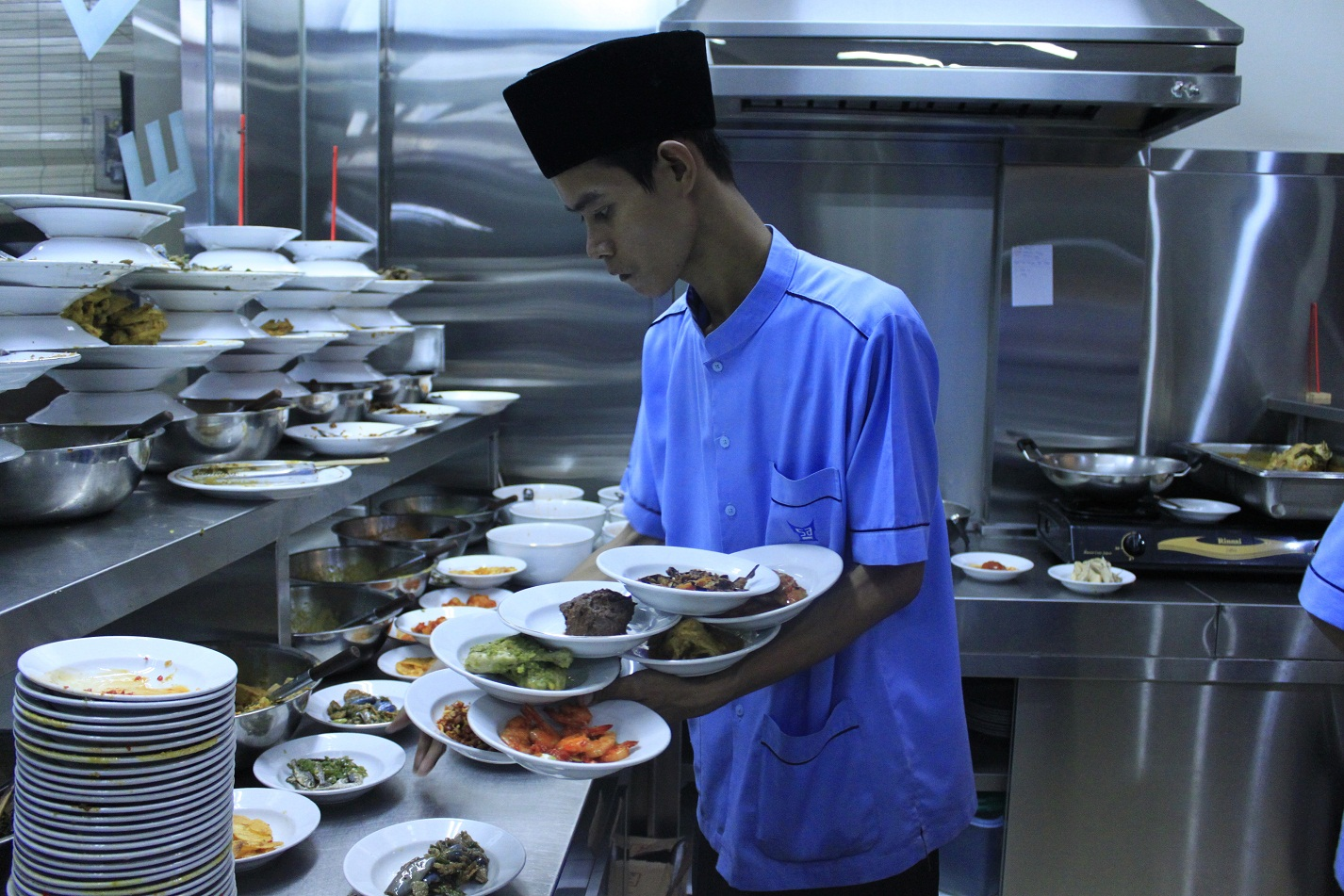
Un serveur empilant des assiettes sur son bras pour un service hidang.

Le nasi Padang est constitué de riz blanc cuit servi avec une sélection de divers plats cuisinés à l'avance. Il est originaire de la ville de Padang, capitale du Sumatra occidental, en Indonésie. Le nasi Padang est un banquet miniature de viandes, de poissons, de légumes et de sambals épicés et mangés avec du riz blanc. Cette spécialité padangaise est une des contributions minangkabau à la cuisine indonésienne, l'un des éléments les plus souvent exportés de Sumatra.
Un restaurant padangais est généralement facilement reconnaissable à sa façade de style rumah gadang et sa vitrine typique, qui est habituellement constituée d'étages et de rangées d'assiettes et de bols empilés et soigneusement agencés, remplis de divers plats.
L'importance du nasi Padang pour la pause déjeuner des travailleurs indonésiens dans les régions urbaines a été mise en évidence en 2016 lorsque les fonctionnaires municipaux de Jakarta ont demandé une augmentation de l’uang lauk pauk (l'indemnité pour les repas faisant partie du salaire des fonctionnaires), à la suite de l'augmentation du prix du nasi Padang dans la région de l'agglomération de Jakarta (Jakarta raya).
On retrouve le nasi Padang dans les restaurants padangais dans diverses villes indonésienne à Sumatra, à Java, à Kalimantan, aux Célèbes, aux Petites îles de la Sonde et en Papouasie, dans les pays voisins, la Malaisie, Singapour et en Australie, à cause de la tradition du merantau (migration) des Minangkabau qui a contribué à la dispersion de la diaspora minang en dehors de leurs terres natales de Sumatra occidental.

## Service
Il y a deux types de service dans un restaurant padangais : pesan (commande) et hidang (service). Le pesan est la méthode la plus courante — pour un ou deux clients — ; le client examine la vitrine et commande les plats qu'il souhaite consommer auprès du serveur à proximité de la vitrine et les plats sont rapidement servis. C'est le service habituel dans les petits restaurants padangais.
Dans les restaurants padangais plus grands, le service hidang est courant. Ce petit banquet est davantage adapté aux dîners de groupe. Après que les clients se sont assis, ils n'ont pas besoin de commander. Le serveur arrive immédiatement à la table avec des assiettes empilées sur ses bras. La table est rapidement recouverte d'une douzaine de petits plats remplis de mets riches et savoureux tels que le rendang de bœuf, le curry de poisson, des légumes verts en ragoût, de l'aubergine au piment, du foie de bœuf au curry, des tripes, des intestins, des tendons de pied de bœuf, des poumons de bœuf frits, du poulet frit et bien sûr du sambal, la sauce épicée omniprésente sur les tables indonésiennes. Une douzaine de plats est ordinaire et ce nombre peut atteindre quatorze voire davantage encore. Le nasi Padang est un buffet servi directement à table et payé à l'assiette. Les clients se servent et ne payent seulement que ce qu'ils ont consommé.
Dans les établissements minang, il est courant de manger avec ses mains. On offre habituellement un kobokan, un bol d'eau potable avec une tranche de lime pour apporter un parfum de fraîcheur. Cette eau est utilisée pour se laver les mains avant et après le repas.

## Plats

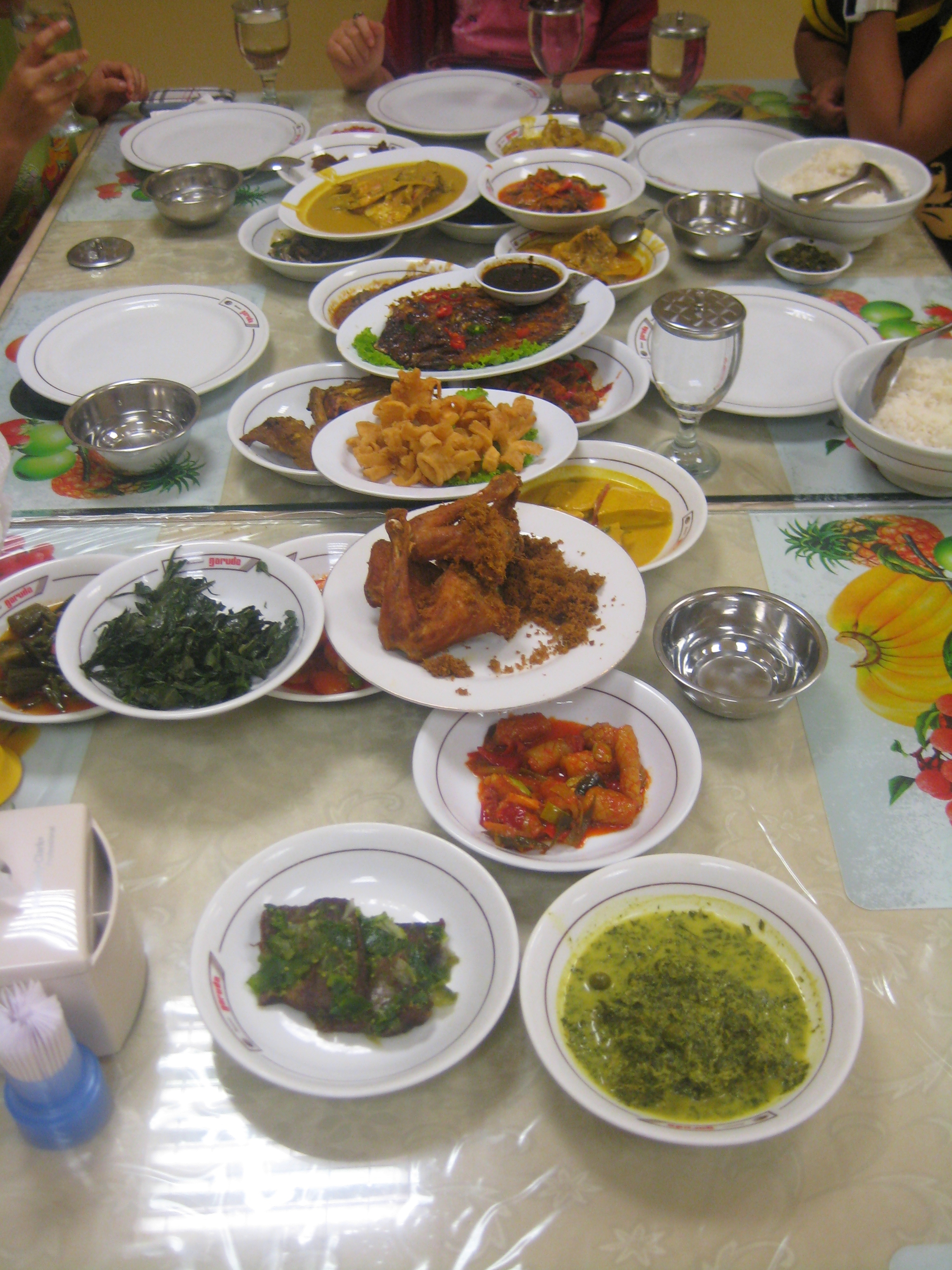
Service de style hidang dans un restaurant de Padang, la table des clients est recouverte de différents plats épicés et riches en saveur.

Le riz blanc est généralement servi avec du gulai cubadak (un curry de fruit du jacquier vert) et des feuilles de manioc bouillies. Les plats accompagnant le nasi Padang sont à vrai dire relativement similaires à ceux du nasi kapau de la ville de Bukittinggi. Les différences reposent principalement dans la façon de servir. Les plats proposés dans le nasi Padang sont :
- des currys de viande, de poisson et de légumes appelés gulai, aussi cuisinés avec du jengkol ou des abats ;
- des feuilles de manioc appelées daun ubi, bouillies ou cuisinées avec du lait de coco ;
- le rendang, un plat de viande de bœuf épicé cuisiné au lait de coco. On peut aussi le préparer avec du poulet ou du canard. Le kalio en est une variante qui est nappée d'une sauce plus liquide et plus claire ;
- le dendeng, du bœuf en tranches fines grillé pour le rendre croustillant ;
- le poulet frit, que ce soit de l’ayam bakar, de l’ayam goreng ou de l’ayam pop, une spécialité minang ;
- d'autres aliments frits tels que du crabe (rajungan goreng), de l'anguille d'eau douce (baluik goreng), de la langue de bœuf (paru goreng) ou du petai ;
- des aliments cuisinés avec du piment qui sont qualifiés de balado ;
- le asam pedas, cuisiné au tamarin et au piment ;
- le ikan bilih, un poisson d'eau douce du genre Mystacoleucus ;
- le rempeyek de crevettes (peyek udang) ;
- le krupuk de couenne de bœuf (kerupuk jangek) ;
- des préparations de piments appelés sambals.

## Dans la culture populaire
En 2016, Audun Kvitland Røstad, un chanteur norvégien, a composé une ode pour le nasi Padang afin de décrire son amour pour ce plat et le clip vidéo est ensuite devenu viral dans les réseaux sociaux,.